# Donji Kraljevec (żupania krapińsko-zagorska)
Donji Kraljevec – wieś w Chorwacji, w żupanii krapińsko-zagorskiej, w gminie Hrašćina. W 2011 roku liczyła 135 mieszkańców.